# Enganys
Enganys (títol original: Frauds) és una pel·lícula australiana dirigida per Stephan Elliott, estrenada l'any 1993. Ha estat doblada al català.

## Argument
Jonathan Wheats i el seu millor amic Michael Allen organitzen per divertir-se un fals robatori amb assalt de la casa dels Wheats. Beth, la dona de Jonathan, els sorprèn i mata Michael amb una ballesta. És exculpada pel tribunal, que conclou una mort accidental, mentre que Jonathan fa una falsa declaració de robatori. La companyia d'assegurances envia llavors l'excèntric i manipulador investigador Roland Copping. Aquest últim sospita ràpidament que la parella busca enganyar-lo.

## Repartiment
- Phil Collins: Roland Copping
- Hugo Weaving: Jonathan Wheats
- Josephine Byrnes: Beth Wheats
- Peter Mochrie: Michael Allen
- Helen O'Connor: Margaret
- Rebel Penfold-Russell: la mare
- Colleen Clifford: Mrs. Waterson
- Nicholas Hammond: l'inspector Simms

## Premis i nominacions
El film va estar projectat en competició al Festival de Canes així com al Festival Internacional de Cinema Fantàstic de Catalunya el 1993. Va assolir el Corb d'or al Festival internacional de cinema fantàstic de Brussel·les el 1994.